# Ahmes (matka Hatszepsut)
Ahmes - królowa egipska. Prawdopodobnie była córką Ahmose I i królowej Ahmose-Nefertari, siostrą Amenhotepa I. Wielka Małżonka Królewska Totmesa I, ze związku z którym urodziła córki Neferubiti i Hatszepsut, późniejszą regentkę Totmesa III oraz władczynię - faraona Hatszepsut.
Po śmierci księcia Amenemhata, następcy tronu i późniejszej, bezpotomnej śmierci Amenhotepa I, tron objął Totmes I, pochodzący prawdopodobnie z bocznej linii dynastii, pojmując za żonę właśnie Ahmes, czym zapewnił ciągłość dynastii oraz uprawomocnił swą władzę. O tym, że Ahmes była córką królowej Ahmes-Nefertari może świadczyć scena ze steli z Buhen, znajdującej się obecnie w Muzeum Egipskim w Berlinie, na której Ahmes-Nefertari przedstawiona jest w towarzystwie Totmesa I i właśnie Ahmes. Niewiątpliwie świadczy to o znaczącej roli jaką odegrała królowa-matka w przekazaniu władzy Totmesowi. Drugorzędną żoną Totmesa I została Mutnofret, matka Totmesa II, późniejszego faraona i męża Hatszepsut.
Istnieją również poglądy, mówiące iż Ahmes była córką Amenhotepa I, przesuwając ją tym samym w genealogii o jedno pokolenie.
Pogląd taki przeczyłby osądowi o bezpotomnej śmierci Amenhotepa I, jednakże z punktu widzenia sukcesji mógłby być prawdopodobny.
Przypadki obejmowania władzy przez przedstawicieli bocznych linii dynastii poprzez małżeństwa z siostrami lub córkami władców zdarzały się w dziejach starożytnego Egiptu.
|             |     |     |
| \| \| \| \| |     |     |
|             |     |     |
| N11         | F31 | O34 |

| N11 | F31 | O34 |

|             |     |     |
| \| \| \| \| |     |     |
|             |     |     |
| N11         | F31 | O34 |

| N11 | F31 | O34 |

|             |     |     |
| \| \| \| \| |     |     |
|             |     |     |
| N11         | F31 | O34 |

| N11 | F31 | O34 |

|             |     |     |
| \| \| \| \| |     |     |
|             |     |     |
| N11         | F31 | O34 |

| N11 | F31 | O34 |

(egip. Hemet Nesu Ueret - Ahmose)